# Navajo (Nou Mèxic)
Navajo (navaho  Niʼiijíhí) és una concentració de població designada pel cens dels Estats Units a l'estat de Nou Mèxic. Segons el cens del 2000 tenia 2.097 habitants.

## Demografia
Segons el cens del 2000, Navajo tenia 2.097 habitants, 475 habitatges, i 406 famílies. La densitat de població era de 358,3 habitants per km².
Dels 475 habitatges en un 68% hi vivien nens de menys de 18 anys, en un 40,6% hi vivien parelles casades, en un 37,7% dones solteres, i en un 14,5% no eren unitats familiars. En el 12,8% dels habitatges hi vivien persones soles el 0,8% de les quals corresponia a persones de 65 anys o més que vivien soles. El nombre mitjà de persones vivint en cada habitatge era de 4,41 i el nombre mitjà de persones que vivien en cada família era de 4,81.
Per edats la població es repartia de la següent manera: un 51,9% tenia menys de 18 anys, un 9,4% entre 18 i 24, un 26,1% entre 25 i 44, un 10,5% de 45 a 60 i un 2% 65 anys o més.
L'edat mediana era de 17 anys. Per cada 100 dones de 18 o més anys hi havia 78,4 homes.
La renda mediana per habitatge era de 14.688 $ i la renda mediana per família de 12.569 $. Els homes tenien una renda mediana de 21.518 $ mentre que les dones 24.083 $. La renda per capita de la població era de 4.551 $. Aproximadament el 64% de les famílies i el 67,4% de la població estaven per davall del llindar de pobresa.
El segons el cens dels Estats Units de 2010 el 96,42% dels habitants són nadius americans i el 2,86% blancs.

## Poblacions més properes
El següent diagrama mostra les poblacions més properes.